# Aconitum glabrisepalum
Aconitum glabrisepalum är en ranunkelväxtart som beskrevs av Wen Tsai Wang. Aconitum glabrisepalum ingår i släktet stormhattar, och familjen ranunkelväxter. Inga underarter finns listade i Catalogue of Life.